# Emden
Emden egy járási jogú város Németországban, Alsó-Szászországban, közel az Ems északi-tengeri torkolatához. Alig 52 000 lakosával a tartomány legkisebb járási jogú városa.
A város 800 körül vált kereskedelmi központtá, a mai napig olyan fontos gyárak működnek itt, mint a Volkswagen vagy a Nordseewerken. Csak ennek a településnek van nagyobb szerepe a kereskedelemben Ostfriesland régión belül.

## Földrajzi fekvése
A város a Dollart öböltől délre, 38 tengeri mérföldre fekszik a borkumi Ems-torkolattól.

## Vízrajza, vizei
Tekinthető amolyan „vizek városának”: 770 hektár vízfelületet találunk a határain belül.
Fontosabb vizei: Emder Wall, Ems-Jade-Kanal, Ems-Seitenkanal, Uphuser Meer, Bansmeer, Kleines Meer.

## Klíma
Időjárását nagy mértékben befolyásolja az Északi-tenger. A nyári hőmérséklet alacsony, de télen általában magasabb, mint belföldön másutt. A hidegebb hónapokban a hőmérséklet 18 °C és -3 °C között ingadozik. Az évi középhőmérséklet 8,6 °C. A legmelegebb hónapokban (július-augusztus) a havi középhőmérséklet általában 16,6 °C. A leghidegebb hónapban (január) 0,8 °C ez az érték. Az évi csapadékmennyiség 781 mm. A legcsapadékosabb hónap a július, 94 mm-rel, a legszárazabb pedig a március, ekkor 41 mm csapadék hullik. A napsütéses órák száma évente 1547,4. Májusban süt a legtöbbet a nap, pontosan 212,1 órát, míg decemberben mindössze 36,7-et.

## Politika
A városi tanács 42 tagú. Ehhez jön még szavazásra jogosult tagként a főpolgármester. A városban 10 éve SPD-központ kapott helyet.
A képviselők a következőképpen oszlanak meg:
- SPD: 23 képviselő
- CDU: 8 képviselő
- FDP: 6 képviselő
- Szövetség ’90/Zöldek: 3 képviselő
- Die Linke: 2 képviselő

## Testvérvárosok és együttműködés
- Egyesült Királyság, London Borough of Hillingdon (1961)
- Oroszország, Arhangelszk (1989)
- Németország, Prenzlau (1990)

## Vallások, templomok

### Kereszténység
Emden túlnyomó részben protestáns város. Egy 2005 áprilisában készült statisztika szerint körülbelül
16 800 ember tartozik Emdenben az evangélikus felekezethez.

### Zsidóság
Az 1834-36 között épült zsinagógát 1938. november 9-én lerombolták, a zsidó árvaházzal, népiskolával és szociális otthonnal együtt, ez utóbbiakat a második világháború során. Egyedül a temető maradt viszonylagos épségben. Ma alig élnek zsidó hívők Emdenben, ezért a vallást itt nem is nagyon gyakorolják.

### Továbbiak/Vallástalanok
A fent említett statisztika szerint 13 600 ember él a városban, aki nem gyakorol semmilyen vallást, vagy a 3 főbb vallási csoporthoz sem tartozik.

## Látnivalók

### Bunkermúzeum
1995. május 6-án nyílt. A második világháborús bunker-életmódot dokumentálja.

### Pelzerhäuser
Emden, Pelzerstraße Nr.11-12. A város 2 legrégebbi háza.

### Víztorony
Az Emdeni Közművekhez tartozik, még mindig működik.

### Konyha, specialitások
Leveles káposzta-étel, sonkafélével, kasseli sült sonkával és szalonnával. Természetesen a halételek is a város specialitásai közé tartoznak, német nevükön: Matjes (fiatal hering), Krabben (apró tengeri vagy garnélarák).

### Tájszólás és akcentus
Emdenben északnémet (fríz) tájszólással beszélnek.